# Едуар Дрюмон
Едуар Адолф Дрюмон (на френски: Édouard Drumont) е френски политически деец и публицист. Католик и антисемит, автор на „Еврейска Франция“, есе по съвременна история от 1886 г. Издател на националистическия и антисемитски вестник „Либр парол“ (Свободно слово). Настроен срещу оневиняването на Алфред Драйфус в „процеса на века“ във Франция.